# مايرين فيلانويفا
مايرين فيلانويفا أولوا (بالإسبانية: Mayrín Villanueva Ulloa) وهي ممثلة و عارضة أزياء مكسيكية ولدت في يوم 8 أكتوبر 1970 في مدينة مكسيكو عاصمة المكسيك مثلت في عدة مسلسلات وظهرت على مجلات البلاي بوي، وأدت دور ديانا في مسلسل صغيرتي الغالية الذي عرض في 2003.

## روابط خارجية
- مايرين فيلانويفا على موقع IMDb (الإنجليزية)
- مايرين فيلانويفا على موقع قاعدة بيانات الفيلم (الإنجليزية)